# 오모차노마치역
오모차노마치역(일본어: おもちゃのまち駅)은 일본 도치기현 시모쓰가군 미부정에 있는 도부 철도 우쓰노미야 선의 역이다. 역 번호는 TN 35이다.

## 역 구조
섬식 승강장 1면 2선의 지상역이다. 역의 동서를 연결하는 지하 자유 통로 중간에서 계단을 오르면 역사가 있고, 승강장에는 계단을 더 오르는 형태가 되고 있다. 엘리베이터와 에스컬레이터는 설치되지 않았다.
역명이 모두 히라가나인 것에서 승강장의 역명판에는 한자와 로마자 병기 부분에 로마자가 나오지 않는다.
PASMO 대응 간이 IC카드 개찰기 설치역이다.

### 승강장
| 번호 | 노선          | 방향 | 행선                 |
| ---- | ------------- | ---- | -------------------- |
| 1    | 우쓰노미야 선 | 상행 | 도치기 방면          |
| 2    | 우쓰노미야 선 | 하행 | 도부 우쓰노미야 방면 |

## 역 주변
- 오모차노마치(장난감 단지)
- 오모차노마치 반다이 뮤지엄
- 미부 정 종합 공원
  - 미부 정 장난감 박물관
- 돗쿄 의과 대학
  - 돗쿄 의과 대학 병원
- 오모차노마치 우체국
- 돗쿄 의과 대학 앞 간이 우체국
- 후레스포 오모차노마치
- 기타칸토 자동차도 미부 나들목

## 역사
- 1965년
  - 4월 1일: 임시 영업 개시, 조석으로 상하 2개씩의 열차가 정차했음.
  - 6월 7일: 영업 개시

## 사진

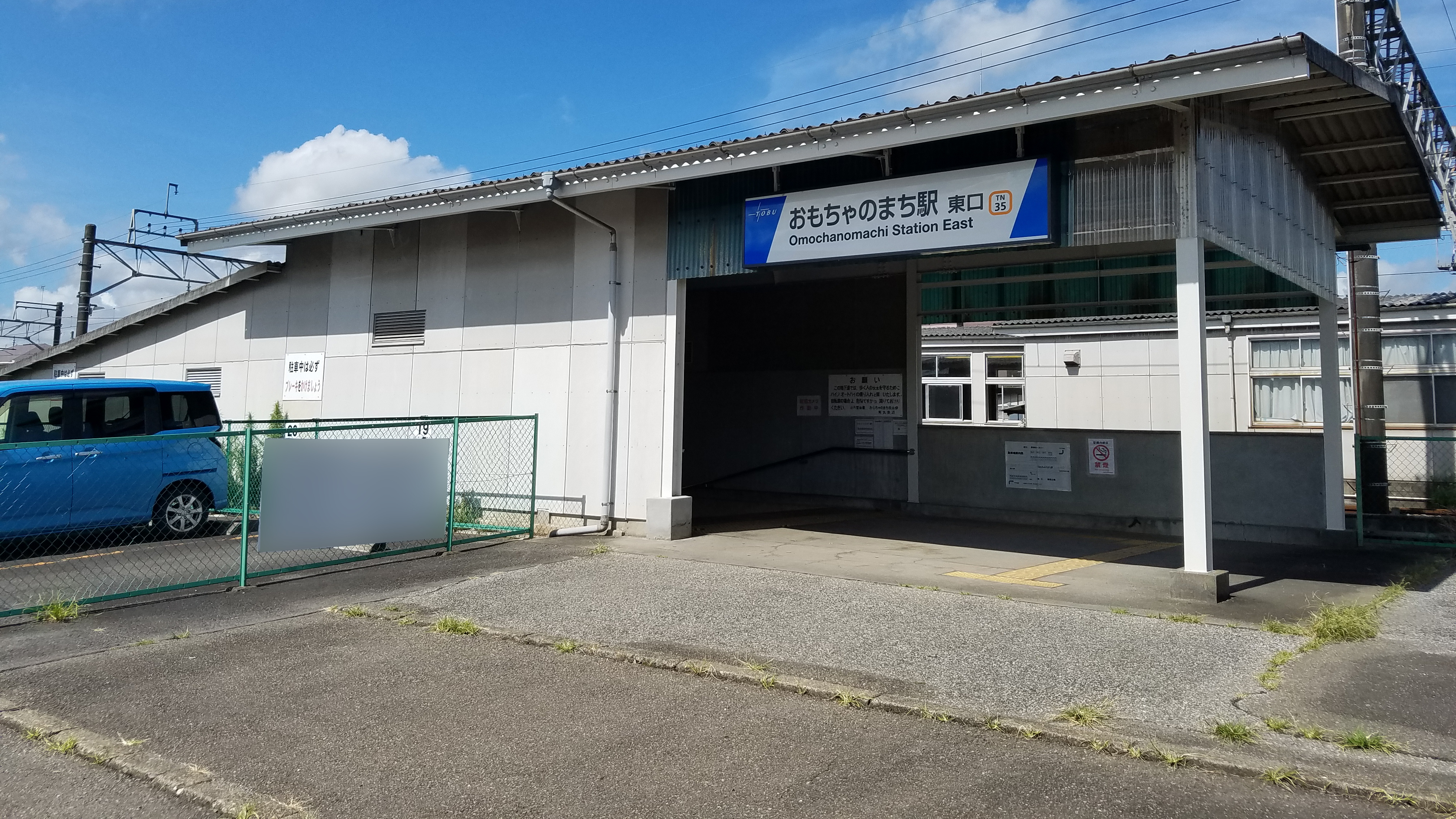
동쪽 출입구(2021년 8월)

## 인접역
| 도부 철도 우쓰노미야 선  | 도부 철도 우쓰노미야 선 | 도부 철도 우쓰노미야 선             |
| ------------------------ | ----------------------- | ----------------------------------- |
| TN 34 구니야 도치기 방면 |                         | 야스즈카 TN 36 도부 우쓰노미야 방면 |